# Отокар Кершовани
Отокар Кершовани (Трст, 23. фебруар 1902 — Загреб, 9. јула 1941) био је новинар и револуционар.

## Биографија
Отокар Кершовани је рођен 23. фебруара 1902. године у Трсту, као син аустроугарског службеника. После затварања хрватске гимназије у Пазину, као шеснаестогодишњи младић је емигрирао у Краљевину Срба, Хрвата и Словенаца. Гимназију је завршио у Карловцу, а у Загребу је уписао Шумарски факултет.
Као студент је 1922. године почео да се бави новинарством. Учествовао је у раду југословенског академског клуба „Јанушић” и покренуо је полумесечни часопис „Млада Југославија”, а од 1923. године постаје један од њених уредника. Сарађивао је и у загребачким „Новостима” и „Слободној трибини”. Године 1925. постао је уредник београдских земљорадничких новина „Новости”.
У Београду је 1927. године постао члан Савеза комунистичке омладине Југославије (СКОЈ), а ускоро и члан Покрајинског комитета СКОЈ-а за Србију. Годину дана касније примљен је у чланство Комунистичке партије Југославије (КПЈ).
Први пут је ухапшен 1928. године. После затвора вратио се у Београд, где је наставио партијски рад. Заједно са Веселином Маслешом издаје напредни часопис „Нова литература”. Поново је ухапшен и осуђен на десет година затвора. Излази из затвора 1940. године, али га крајем марта 1941. године поново хапсе и после окупације предају усташама. Одведен је у злогласни логор Керестинец.
Стрељан је 9. јула 1941. године на Дотршчини, крај Максимира, заједно са народним херојима Божидаром Аџијом, Огњеном Прицом и још седам комуниста.